# 基隆天滿宮社
基隆天滿宮社是台灣日治時期位在基隆市天神町的神社，設立於1921年。在二戰後拆除，現址為南靈宮。

## 歷史
祭祀日本神道學問之神菅原道真。大正10年（1921年），第一代天滿宮鎮座。昭和9年（1934年），移轉至天神町156番地，即高等小學校對面的山腹處。
戰後，神社被拆除，現址改為南靈宮。